# Parafia św. Jana Chrzciciela w Przemęcie
Parafia pw. św. Jana Chrzciciela w Przemęcie – rzymskokatolicka parafia w Przemęcie, należy do dekanatu przemęckiego archidiecezji poznańskiej. Została utworzona w XII wieku.